# Elkie Brooks

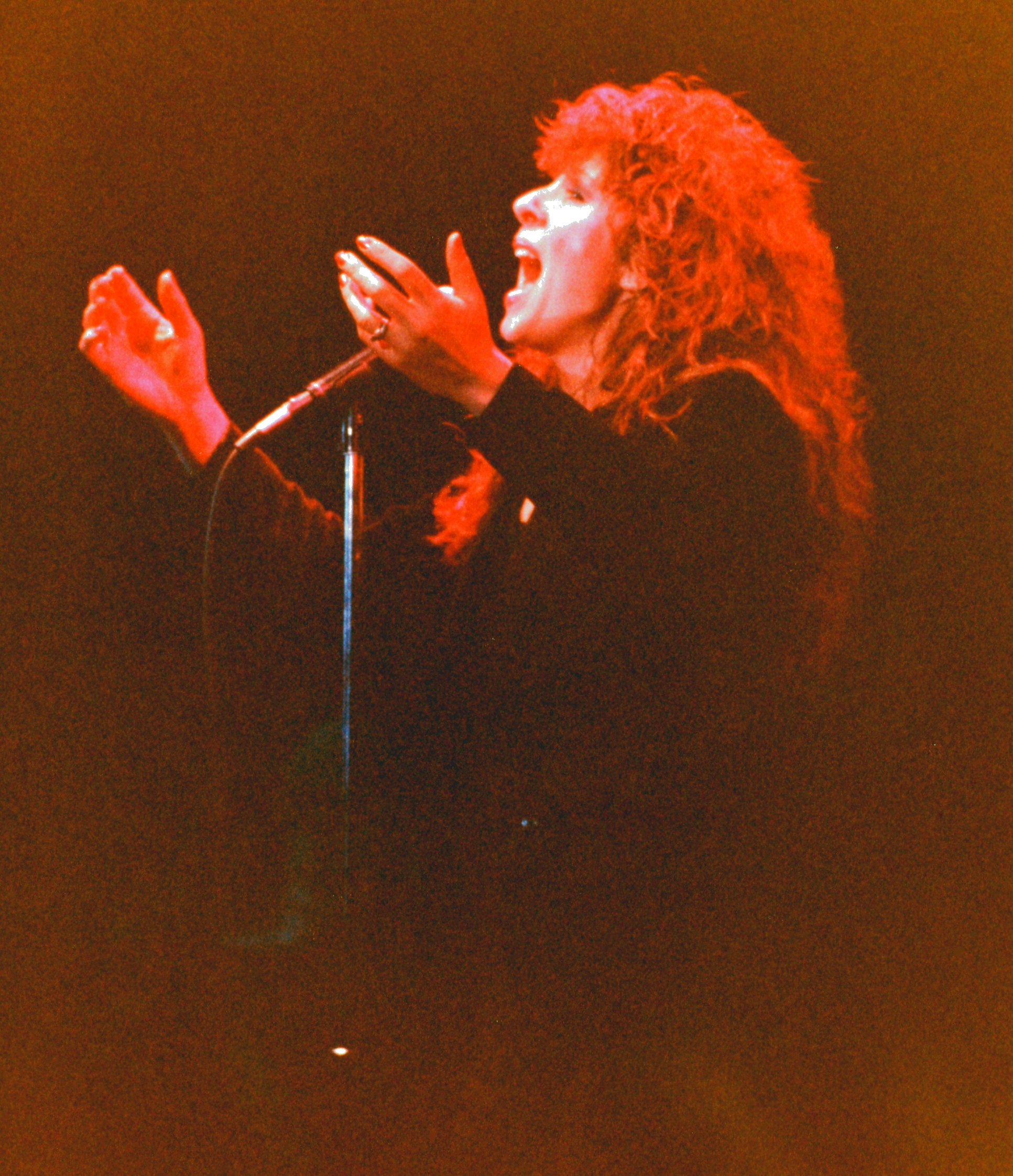
Elkie Brooks, 1983

Elkie Brooks (* 25. Februar 1945 in Salford, England, eigentlich Elaine Bookbinder) ist eine britische Sängerin und früheres Mitglied der R&B-Band Vinegar Joe, danach war sie als Solokünstlerin hauptsächlich in Großbritannien erfolgreich.

## Leben
Ihre musikalische Karriere begann bereits, als sie 15 Jahre alt war. Mit der Aufnahme des Etta-James-Titels Something’s Got a Hold on Me gab sie 1964 bei Decca ihr Debüt.
Den größten Teil der 1960er-Jahre verbrachte sie in der britischen Jazz-Szene. Mit ihrem späteren Ehemann Pete Gage trat sie der kurzlebigen Jazzrock-Band Dada bei, bevor Brooks, Gage und Robert Palmer schließlich Vinegar Joe gründeten. Nach drei Alben löste sich die Band 1974 auf, und Brooks und Palmer gingen ihre eigenen Wege. Nach einer Zeit als Backgroundsängerin für die amerikanische Southern-Boogie-Band Wet Willie kehrte sie nach England zurück.

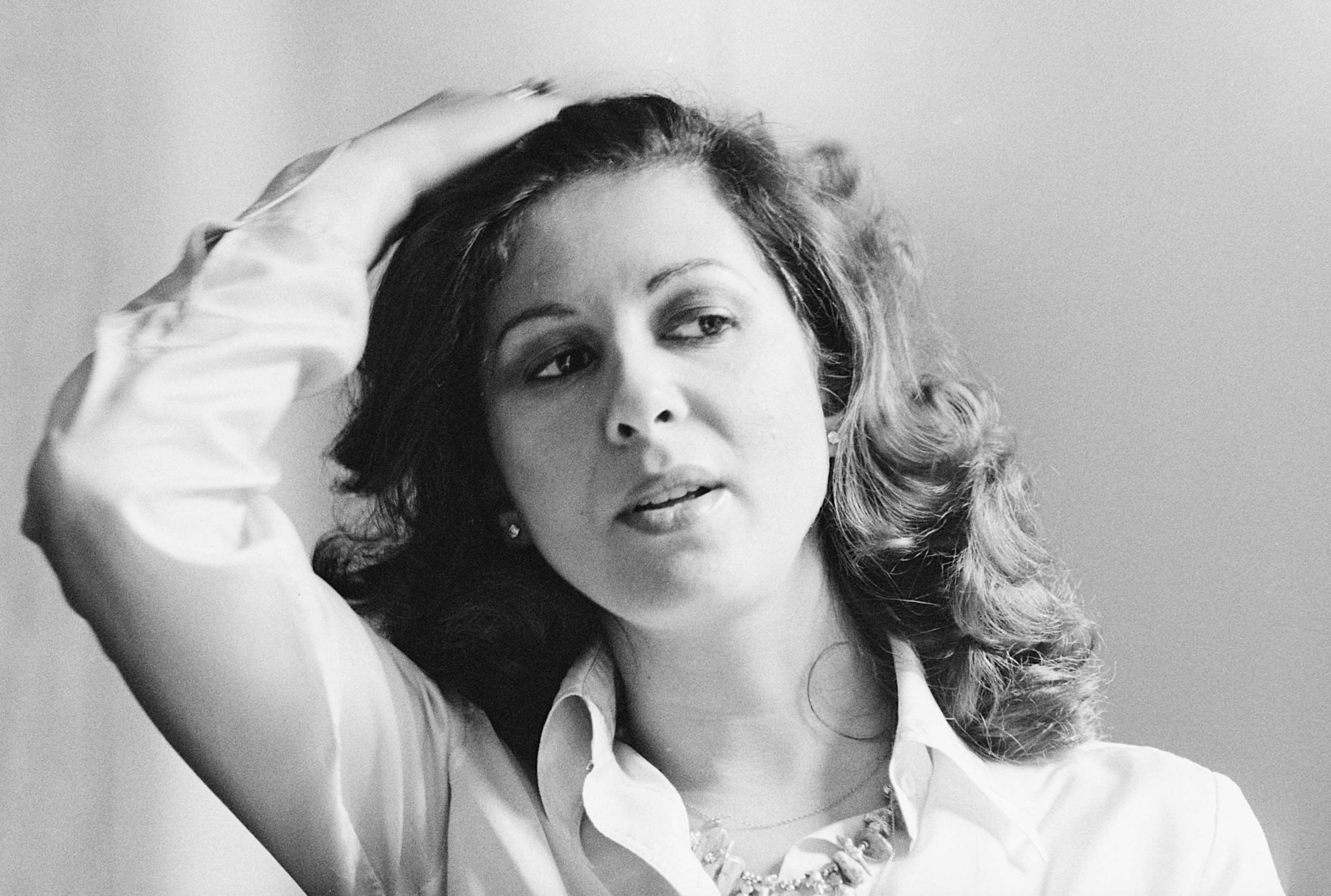
Brooks in Amsterdam, 1977

Ihr Solo-Debütalbum Rich Man’s Woman von 1975 wurde von der Kritik gelobt, blieb aber kommerziell erfolglos. Der kommerzielle Durchbruch gelang ihr mit dem von Jerry Leiber und Mike Stoller produzierten Nachfolger Two Days Away (1977), dem ersten von mehreren Hitalben in Folge, sowie den Hits Pearl’s a Singer und später Sunshine After the Rain und Lilac Wine.
Ihre Langspielplatten Shooting Star (1978), Live and Learn (1979), Pearls (1981), die überwiegend aus Coverversionen bestehende Pearls II (1982), Minutes (1984) und Screen Gems (1985) waren allesamt erfolgreich. Mit Fool (If You Think It’s Over) (1978) von Chris Rea und mit No More the Fool (1986) gelangen ihr erneut Hitparadenerfolge. Seither ist Elkie Brooks eine gefragte Live-Interpretin geblieben. Mit Nothin’ but the Blues kehrte sie 1994 noch einmal zu den Wurzeln ihrer Musikalität zurück. 2009 veröffentlichte sie auf ihrem Album Powerless eine Coverversion des Prince-Songs Purple Rain.

## Diskografie

### Studioalben
| Jahr | Titel Musiklabel                         | Höchstplatzierung, Gesamtwochen, AuszeichnungChartsChartplatzierungen (Jahr, Titel, Musiklabel, Platzierungen, Wochen, Auszeichnungen, Anmerkungen) | Anmerkungen                          |
| Jahr | Titel Musiklabel                         | UK | Anmerkungen                          |
| ---- | ---------------------------------------- | --- | ------------------------------------ |
| 1975 | Rich Man's Woman A&M                     | — |                                      |
| 1977 | Two Days Away A&M                        | UK16 Gold · (19 Wo.)UK |                                      |
| 1978 | Shooting Star A&M                        | UK20 Silber · (13 Wo.)UK |                                      |
| 1979 | Live and Learn A&M                       | UK34 (6 Wo.)UK |                                      |
| 1981 | Pearls A&M                               | UK2 Platin · (79 Wo.)UK |                                      |
| 1982 | Pearls II A&M                            | UK5 Platin · (25 Wo.)UK |                                      |
| 1984 | Minutes A&M                              | UK35 (7 Wo.)UK |                                      |
| 1984 | Screen Gems A&M                          | UK35 Gold · (11 Wo.)UK |                                      |
| 1986 | No More the Fool Legend                  | UK5 Gold · (23 Wo.)UK |                                      |
| 1988 | Bookbinder's Kid Legend                  | UK57 (3 Wo.)UK |                                      |
| 1989 | Inspiration Telstar Records              | UK58 (3 Wo.)UK |                                      |
| 1991 | Pearls III (Close to the Edge) Freestyle | — |                                      |
| 1993 | Round Midnight Castle Records            | UK27 (4 Wo.)UK |                                      |
| 1994 | Nothin' but the Blues Castle Records     | UK58 (2 Wo.)UK |                                      |
| 1995 | Circles Permanent                        | — |                                      |
| 1996 | Amazing Carlton Classics                 | UK49 (2 Wo.)UK | mit dem Royal Philharmonic Orchestra |
| 2003 | Shangri-La Classic Pictures              | — |                                      |
| 2003 | Trouble in Mind Classic Pictures         | — | mit Humphrey Lyttelton               |
| 2005 | Electric Lady Swing Cafe                 | — |                                      |
| 2009 | Powerless Eventful Music Productions     | — |                                      |

### Livealben
| Jahr | Titel Musiklabel          | Höchstplatzierung, Gesamtwochen, AuszeichnungChartsChartplatzierungen (Jahr, Titel, Musiklabel, Platzierungen, Wochen, Auszeichnungen, Anmerkungen) | Anmerkungen |
| Jahr | Titel Musiklabel          | UK | Anmerkungen |
| ---- | ------------------------- | --- | ----------- |
| 1997 | The Pearls Concert Artful | — |             |
| 2005 | Don’t Cry Out Loud Recall | — |             |

### Kompilationen
| Jahr | Titel Musiklabel                          | Höchstplatzierung, Gesamtwochen, AuszeichnungChartplatzierungen (Jahr, Titel, Musiklabel, Platzierungen, Wochen, Auszeichnungen, Anmerkungen) | Höchstplatzierung, Gesamtwochen, AuszeichnungChartplatzierungen (Jahr, Titel, Musiklabel, Platzierungen, Wochen, Auszeichnungen, Anmerkungen) | Anmerkungen |
| Jahr | Titel Musiklabel                          | UK | US | Anmerkungen |
| ---- | ----------------------------------------- | --- | --- | ----------- |
| 1986 | The Very Best of Elkie Brooks Telstar     | UK10 (25 Wo.)UK | — |             |
| 1995 | The Best of Spectrum Music                | UK— GoldUK | — |             |
| 1997 | The Very Best of Elkie Brooks Polygram Tv | UK— GoldUK | — |             |
| 2007 | The Silver Collection Spectrum Music      | — | — |             |
| 2017 | Pearls: The Very Best Of A&M              | UK14 (8 Wo.)UK | US14 (1 Wo.)US |             |

### Singles
| Jahr | Titel Album                                  | Höchstplatzierung, Gesamtwochen, AuszeichnungChartsChartplatzierungen (Jahr, Titel, Album, Platzierungen, Wochen, Auszeichnungen, Anmerkungen) | Anmerkungen |
| Jahr | Titel Album                                  | UK | Anmerkungen |
| ---- | -------------------------------------------- | --- | ----------- |
| 1977 | Pearl’s a Singer Two Days Away               | UK8 (9 Wo.)UK |             |
| 1977 | Sunshine After the Rain Rich Man's Woman     | UK10 (9 Wo.)UK |             |
| 1978 | Lilac Wine –                                 | UK16 (7 Wo.)UK |             |
| 1978 | Only Love Can Break Your Heart Shooting Star | UK43 (5 Wo.)UK |             |
| 1978 | Don’t Cry Out Loud –                         | UK12 (11 Wo.)UK |             |
| 1979 | The Runaway –                                | UK50 (5 Wo.)UK |             |
| 1981 | Fool If You Think It’s Over Pearls           | UK17 (10 Wo.)UK |             |
| 1982 | Our Love Pearls II                           | UK43 (5 Wo.)UK |             |
| 1982 | Nights in White Satin Pearls II              | UK33 (5 Wo.)UK |             |
| 1983 | Gasoline Alley Pearls II                     | UK52 (6 Wo.)UK |             |
| 1986 | No More the Fool                             | UK5 (16 Wo.)UK |             |
| 1987 | Break the Chain No More the Fool             | UK55 (6 Wo.)UK |             |
| 1987 | We’ve Got Tonight No More the Fool           | UK69 (3 Wo.)UK |             |

Weitere Singles
- 1964: Something’s Got a Hold on Me
- 1964: Nothing Left to Do but Cry
- 1965: The Way You Do the Things You Do
- 1965: He’s Gotta Love Me
- 1965: All of My Life
- 1966: Baby Let Me Love You
- 1969: Come September
- 1974: Rescue Me
- 1975: Where Do We Go From Here
- 1975: He’s a Rebel
- 1977: Saved
- 1977: Do Right Woman, Do Right Man
- 1978: Since You Went Away
- 1978: Stay with Me (nur in den Niederlanden)
- 1979: He Could Have Been an Army
- 1979: Falling Star
- 1980: Why Don’t You Say It
- 1980: Paint Your Pretty Picture
- 1980: Dance Away
- 1981: Warm and Tender Love
- 1982: Will You Write Me a Song
- 1983: I Just Can’t Go On
- 1984: Minutes
- 1984: Driftin’
- 1984: Once in a While
- 1988: Sail On
- 1989: Shame
- 1989: You’re the Inspiration (nur in den Belgien)
- 1990: I’ll Never Love This Way Again
- 1990: For the World (vor der Veröffentlichung zurückgezogen)
- 1991: The Last Teardrop
- 1991: One of a Kind (nur in den Belgien)
- 1999: Too Much To Lose (mit Courtney Pine)
- 2005: Out of the Rain
- 2010: Powerless